# 沙丘章
沙丘章（阿拉伯语：‎）是《古蘭經》第46章（蘇拉），共計35節（阿亞）。著名的中國《古蘭經》翻譯家馬堅將「沙丘」音譯為艾哈戛弗。

## 外部連結
- （中文）沙丘章導讀 （页面存档备份，存于）
- （英文）（阿拉伯文）Altafsir.com （页面存档备份，存于）-沙丘章注釋